# Киаксар
Киаксар, иногда Киаксар II (Увахшатара) — царь Мидии в 625—585 годы до н. э. Некоторые историки идентифицируют его с киммерийским царём Сандакшатрой. Седов А. В. отождествляет Киаксара с другим мидийским царём Астибаром.

## Биография
Геродот в своей «Истории» говорит, что Киаксар был сыном царя Фраорта, внуком Дейока. Геродот описывал Киаксара как царя гораздо более воинственного, чем его предшественники на мидийском троне. Реорганизовав армию, Киаксар приступил к завоеваниям. Он выступил против Ассирийского царства, чтобы отомстить им за смерть отца — Фраорта и разрушить Ниневию, столицу ассирийцев. Вот как это описывает Геродот:

«После кончины Фраорта царство перешло к его сыну, внуку Дейока, Киаксару. Этот Киаксар, по рассказам, был ещё гораздо воинственнее своих предшественников и первым разделил азиатское войско на [боевые] отряды по родам оружия и каждому отряду — копьеносцам, лучникам и всадникам — приказал действовать самостоятельно. До этого всё [войско] было перемешано в беспорядке. … Всю Азию по ту сторону Галиса он присоединил к своей державе. Со всеми подвластными народами Киаксар выступил против Нина (эпоним Ниневии), чтобы отомстить за отца и разрушить город. Тут-то, когда он уже одолел ассирийцев и начал осаду Нина, в пределы его царства вторглись огромные полчища скифов во главе с царём Мадием, сыном Прототия. Скифы вытеснили киммерийцев из Европы и преследовали их в Азии, а теперь вторглись в Мидийскую землю».
В отличие от правления двух предыдущих мидийских царей, о которых рассказывает Геродот в своей «Истории», царствование Киаксара хорошо документировано в клинописных источниках. Киаксар, несомненно, тождественен царю, упоминаемому в одной более ранней вавилонской хронике («Хроника падения Ниневии» ABC 3) под именем Умакиштар; в последнем тексте рассказывается о крахе Ассирии и падении Ниневии. Сообщается, что в 615—614 годах до н. э. Киаксар повёл мидийцев (в другом месте той же хроники говорится о Киаксаре как о «царе [народа] умман-манда»; данный этноним является обобщённым историческим названием для варваров с Загроса) в поход против ассирийского города Аррапха, захватил его, а затем приступил к осаде Ниневии, завершившейся неудачей, был захвачен лишь пригород Ниневии городок Тарбису. Зато был взят и разрушен город Ашшур, древняя столица Ассирии.

«Одиннадцатый год (правления Набопаласара, 616/615 год до н. э.): … В месяц арахсамну (октябрь—ноябрь) мидяне спустились в Аррапху и [лакуна].
Двенадцатый год (правления Набопаласара, 615/614 год до н. э.): В месяце абу (июль—август) мидяне, после того как они выступили против Ниневии [лакуна], поспешили и захватили Тарбису, город в районе Ниневии. Они пошли вдоль Тигра и встали лагерем против Ашшура. Они действительно сражались против города и разрушили его. Они нанесли ужасное поражение великому народу, расхитили и разграбили его. Царь Аккада и его армия, отправившиеся на помощь мидянам, не успели к битве вовремя. Город был взят. Царь Аккада и Киаксар встретились друг с другом у города, и вместе они заключили дружественное соглашение. Позже Киаксар и его армия отправились домой. Царь Аккада и его армия отправились домой».
Возможно, союзный договор был скреплён браком сына Набопаласара, царевича Навуходоносора на дочери Киаксара, как на это намекает Иосиф Флавий, цитируя Бероса.

«Четырнадцатый год (правления Набопаласара, 612/611 год до н. э.): Царь Аккада собрал свою армию и двинулся в Ассирию. Царь Мидян направился к царю Аккада, и они встретились друг с другом в […]-у. Царь Аккада и его армия пересекли Тигр; Киаксару пришлось пересечь Радану, и они двинулись вдоль берега Тигра. В месяце симану (май—июнь), в N-й день, они расположились лагерем против Ниневии.
С месяца симану до месяца абу — в течение трех месяцев — они подвергли город тяжелой осаде. В N-й день месяца абу они нанесли крупное поражение великому народу. В это время умер Син-шар-ишкун, царь Ассирии. Они унесли огромную добычу из города и храма и превратили город в груду развалин. [Лакуна] Ассирии убежал от врага и, чтобы спасти свою жизнь, схватил за ноги царя Аккада.
 В двадцатый день месяца улулу (14 сентября 612 года до н. э.) Киаксар и его армия отправились домой».— Хроника падения Ниневии (ABC 3)
Таким образом становится известно, что Киаксар начал войну с Ассирийской державой, которая была прервана неожиданным вторжением из-за Кавказского хребта полчищ скифов. Мидийское войско было разбито, и Киаксар был вынужден подчиниться скифскому вождю Мадию. Скифы полностью разграбили страну и наложили на мидийцев тяжёлую дань. Геродот утверждает, что скифы царствовали в Азии в течение двадцати восьми лет. Однако, это сообщение противоречит свидетельствам восточных источников и, вероятно, было основано на другой ошибке: скифы, возможно, одержали победу над мидянами во время войны между отцом Киаксара Фраортом и ассирийцами. Есть некоторые основания полагать, что Прототий (ассирийский Партатуа), отец Мадия, участвовал в ассиро-мидийской войне в 670-х годах и что скифы позже были в союзе с Ассирией, например, во время войны с Вавилонией в 650-х годах. В ассирийском источнике об этой войне Мидия называлась Кутиум, древнее название жителей земель к востоку от Месопотамии; использование таких древних названий для царств, современных Ассирии, как Маган для Египта и Мелуда для Эфиопии, хорошо засвидетельствовано. Однако ассирийская победа над Кутиумом не упоминается, возможно, потому, что она была достигнута их союзниками скифами.
Однако Киаксару удалось сбросить скифское иго благодаря хитрости. Вот как это описывает Геродот:

«Двадцать восемь лет владычествовали скифы в Азии и своей наглостью и бесчинством привели всё там в полное расстройство. Ведь, помимо того что они собирали с каждого народа установленную дань, скифы ещё разъезжали по стране и грабили всё, что попадалось. Тогда Киаксар и мидяне пригласили однажды множество скифов в гости, напоили их допьяна и перебили. Так мидяне восстановили прежнее величие своей державы и ещё завоевали Нин и покорили ассирийцев, за исключением Вавилонской области».
После падения Ниневии, той частью ассирийского войска и знати, которым удалось прорваться к Харрану, был избран царём Ашшур-убаллит II. Ассирийцы во главе со своим новым царём уповали на помощь Египта, прилагающего все силы для того, чтобы не допустить к своим границам скифов, мидян и вавилонян. Та же «Хроника падения Ниневии (ABC 3)» продолжает:

«Шестнадцатый год (правления Набопаласара, 610/609 год до н. э.): В месяце аддару (февраль—март) царь Аккада собрал свою армию и двинулся в Ассирию. С месяца симану (май—июнь) до месяца арахсамна (октябрь—ноябрь) он победоносно маршировал по Ассирии. В месяц арахсамна мидяне, пришедшие на помощь царю Аккада, собрали свои армии и двинулись в Харран против Ашшур-убаллита, который взошёл на трон в Ассирии. Страх перед врагом одолел Ашшур-убаллита и армию Египта, пришедшую ему на помощь, и они покинули город и переправились через Евфрат. Король Аккада достиг Харрана, вступил в битву и захватил город. Он унёс огромную добычу из города и храма. В месяце аддару король Аккада оставил свои войска и их лагерь и отправился домой. Мидяне, пришедшие на помощь царю Аккада, отступили».
В 605 году до н. э. Ассирийская держава прекратила своё существование. Её земли были поделены между вавилонским царём Набопаласаром и Киаксаром. Северная её часть отошла Мидии. Затем Киаксар завоевал Элам (в южном Иране) и Урарту (Армянское нагорье).
Между тем, оставшиеся в живых, после побоища учинённого Киаксаром, скифы бежали в Малую Азию, тем самым вовлекая мидийского царя в войну с Алиаттом, царём Лидии. Война длилась пять лет (590—585 года до н. э.) и закончилась 28 мая 585 года до н. э., когда во время очередного сражения между противниками произошло солнечное затмение. Обе стороны были напуганы этим и сочли сей факт как акт божественных сил. После чего был заключен мир.

«После этого скифы хотели немедленно бежать в Сарды к Алиатту, сыну Садиатта. Так как Алиатт, несмотря на требования Киаксара, не захотел выдать скифов, то у лидийцев с мидянами началась война. Пять лет длилась эта война, причём верх одерживали то мидяне, то побеждали лидийцы и однажды — даже в какой-то ночной битве. Так с переменным успехом продолжалась эта затяжная война, и на шестой год во время одной битвы внезапно день превратился в ночь. Это солнечное затмение предсказал ионянам Фалес Милетский и даже точно определил заранее год, в котором оно и наступило. Когда лидийцы и мидяне увидели, что день обратился в ночь, то прекратили битву и поспешно заключили мир. Посредниками [при этом] были киликиец Сиеннесий и вавилонянин Лабинет. Они-то и добились, чтобы лидийцы и мидяне принесли клятву примирения и скрепили её заключением брака. Они убедили Алиатта выдать замуж свою дочь Ариенис за Астиага, сына Киаксара. Ведь без таких родственных уз мирные договоры обычно непрочны».
Вскоре в том же году Киаксар скончался. Царствовал он 40 лет (считая и годы скифского владычества).
В «Киропедии» Ксенофонта встречается Киаксар, сын и наследник Астиага — плод фантазии автора.
| Династия мидийских царей |                                                       |                  |
| Предшественник: Фраорт   | мидийский царь около 625—585 до н. э. (правил 40 лет) | Преемник: Астиаг |